# Anderson de Andrade
Anderson de Andrade Schmitt, noto semplicemente come Anderson de Andrade (Quedas do Iguaçu, 28 febbraio 1976), è un ex giocatore di calcio a 5 brasiliano.

## Carriera
Di ruolo pivot, come massimo riconoscimento in carriera Anderson vanta la partecipazione con la nazionale brasiliana al FIFA Futsal World Championship 2000 in cui la Seleçao, qualificata come campione continentale, ha tuttavia perso la finale per il titolo per 4-3 a favore della Spagna.